# Go Now
Pour plus de détails, voir Fiche technique et Distribution.
Go Now est un film britannique réalisé par Michael Winterbottom, sorti en 1995.

## Fiche technique
- Titre : Go Now
- Réalisation : Michael Winterbottom
- Scénario : Jimmy McGovern et Paul Henry Powell
- Pays d'origine :  Royaume-Uni
- Genre : Film dramatique
- Date de sortie : 1995

## Distribution
- Robert Carlyle : Nick Cameron
- Juliet Aubrey : Karen Walker
- James Nesbitt : Tony
- Sophie Okonedo : Paula
- Sara Stockbridge : Bridget
- Tom Watson : Bill Cameron
- Tony Curran : Chris Cameron
- Roger Ashton-Griffiths : Walsh
- Tricky : Lui-même